# Гидромонтажная улица
Гидромонта́жная улица — (до 1958 года — Энергетиков) улица в Советском районе Новосибирска (микрорайон ОбьГЭС). Начинается от перекрёстка с улицами Молодости, Софийской, Приморской и безымянной улицей (по данным Яндекс. Карты — улица Молодости; по данным Google maps — Приморская улица). Заканчивается, соединяясь с Барьерной улицей. Гидромонтажную улицу пересекают улицы Молодости и Энгельса, также к ней примыкает улица Динамовцев. Существуют незначительные различия в отображении улицы картографическими сервисами 2ГИС, Яндекс.Карты и Google maps.

## Организации
- Хороший Выбор, сеть универсамов
- Рахат, сеть магазинов кондитерских изделий и чая
- Дядя Дёнер, сеть киосков фастфудной продукции
- Новосибирский отдел государственного контроля, надзора и охраны водных биоресурсов и среды их обитания

## Транспорт
Единственную остановку улицы обслуживают автобусы и маршрутные такси, осуществляющие перевозки в различные точки города: правый берег Советского района, Кировский и Ленинский районы, некоторые загородные населённые пункты, в том числе Бердск и Краснообск.

## Галерея

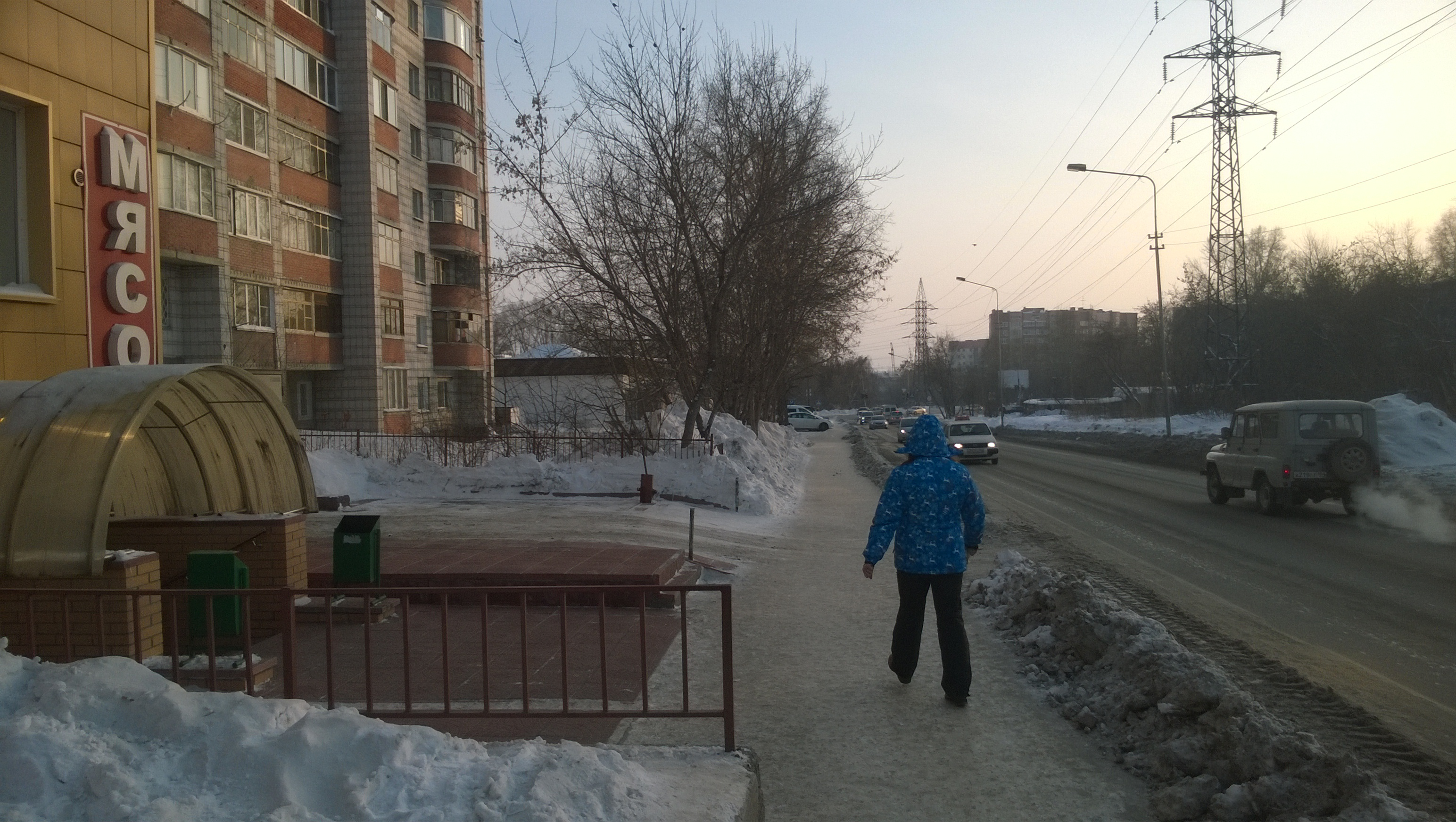
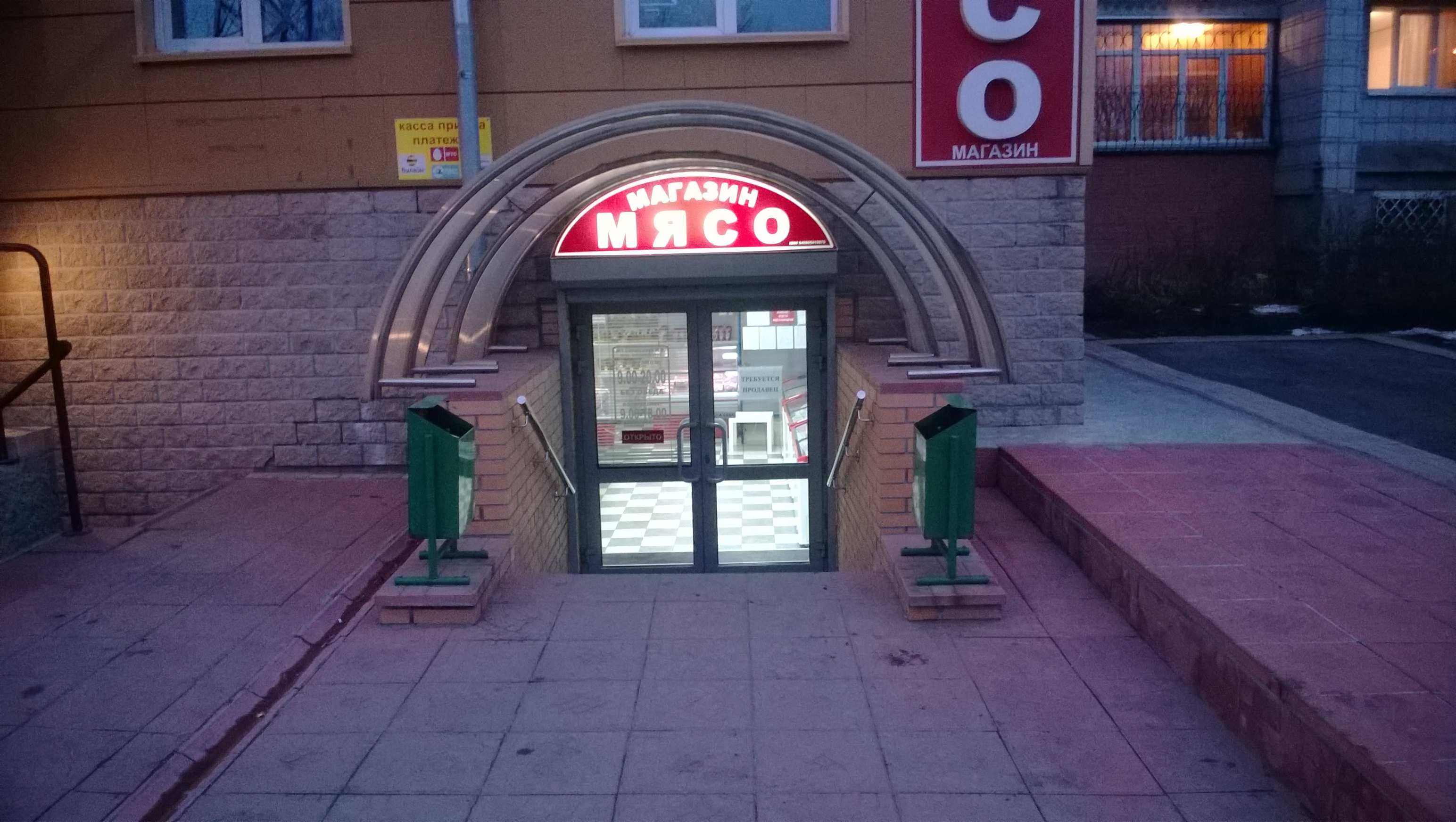
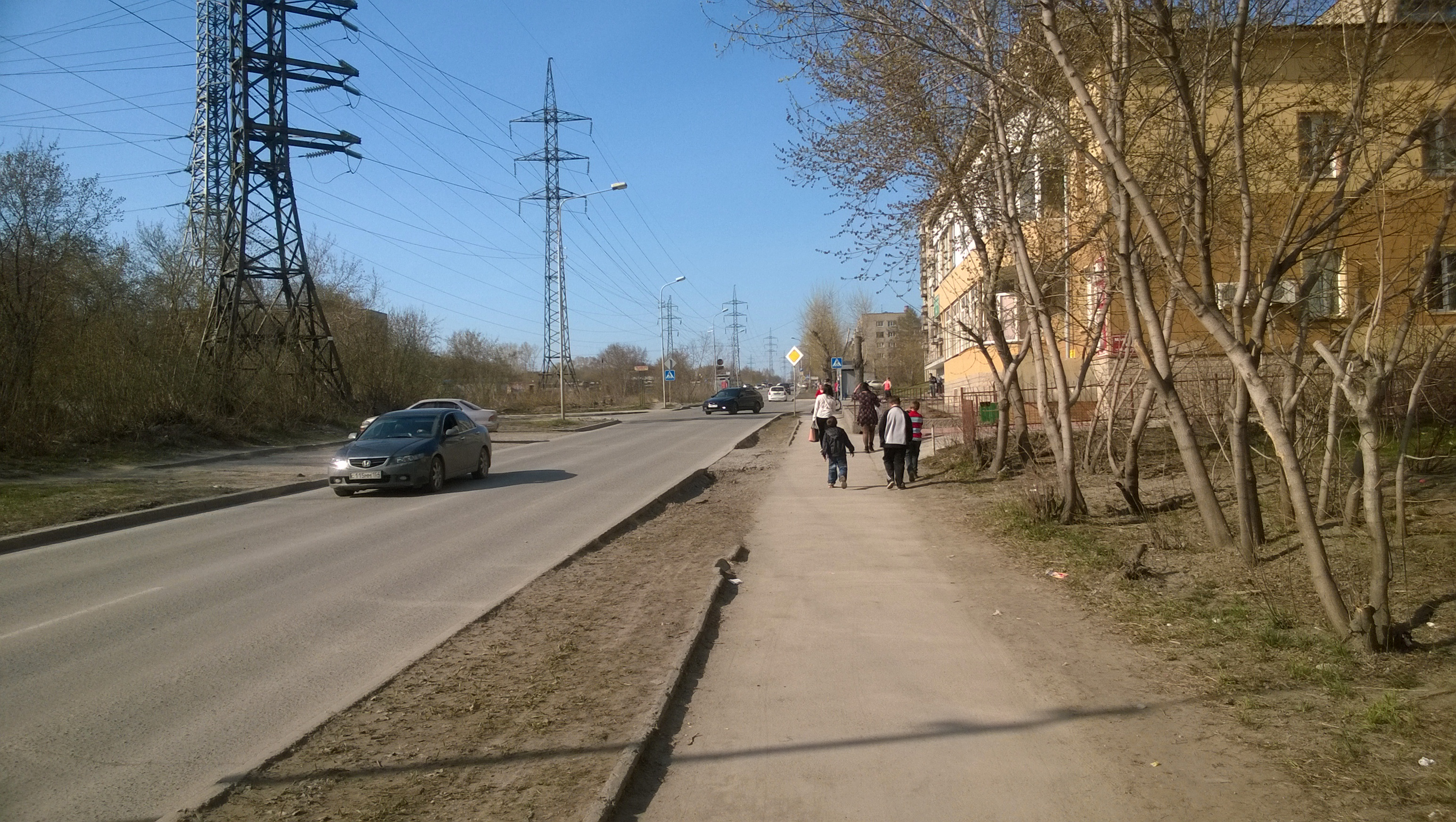